# Race of Champions (Brands Hatch)

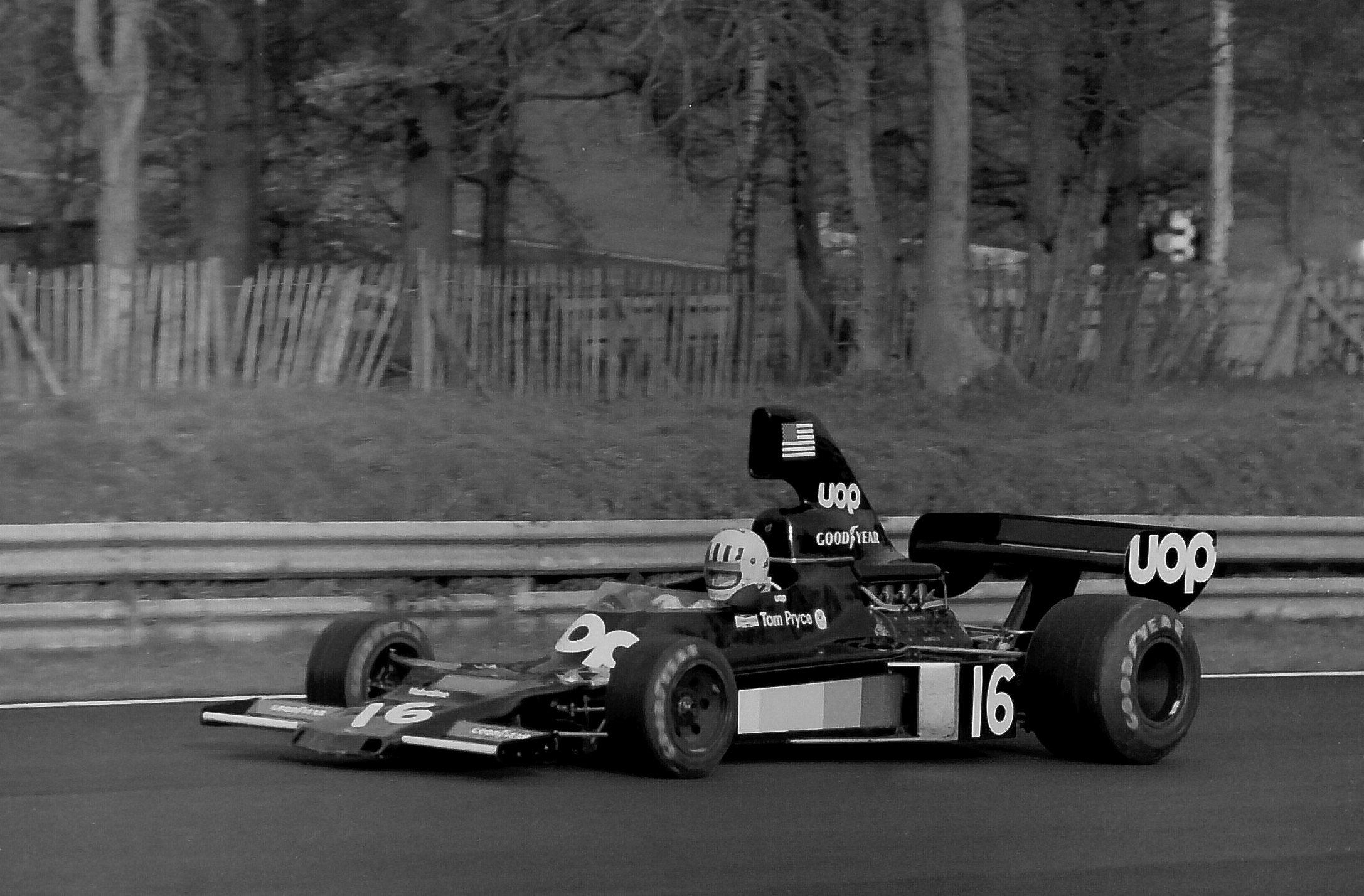
Tom Pryce in 1975

De Race of Champions was een niet voor het WK tellende Formule 1 wedstrijd georganiseerd op het circuit van Brands Hatch in het Verenigd Koninkrijk vanaf 1965 tot 1979, en een laatste maal in 1983. Het deelnemersveld bestond grotendeels uit de Formule 1 teams die ook deelnamen aan het officiële Formule 1 wereldkampioenschap. De eerste wedstrijd werd gewonnen door Mike Spence, de laatste in 1983 door regerend Formule 1 wereldkampioen Keke Rosberg in een Williams-Cosworth, dit was tevens de laatste F1 race gehouden buiten de reguliere WK F1 Grand Prix wedstrijden.

## Winnaars van de Race of Champions
| Jaar        | Piloot             | Constructeur |           |
| ----------- | ------------------ | ------------ | --------- |
| 1965        | Mike Spence        | Lotus        |           |
| 1966        | Geen race          | Geen race    | Geen race |
| 1967        | Dan Gurney         | Eagle        |           |
| 1968        | Bruce McLaren      | McLaren      |           |
| 1969        | Jackie Stewart     | Matra        |           |
| 1970        | Jackie Stewart     | March        |           |
| 1971        | Clay Regazzoni     | Ferrari      |           |
| 1972        | Emerson Fittipaldi | Lotus        |           |
| 1973        | Peter Gethin       | Chevron †    |           |
| 1974        | Jacky Ickx         | Lotus        |           |
| 1975        | Tom Pryce          | Shadow       |           |
| 1976        | James Hunt         | McLaren      |           |
| 1977        | James Hunt         | McLaren      |           |
| 1978        | Geen race          | Geen race    | Geen race |
| 1979        | Gilles Villeneuve  | Ferrari      |           |
| 1980 – 1982 | Geen Race          | Geen Race    | Geen Race |
| 1983        | Keke Rosberg       | Williams     |           |